# Зюзино (станция метро)
«Зю́зино» — станция Московского метрополитена на южном участке Большой кольцевой линии. Расположена на границе районов Черёмушки и Зюзино (ЮЗАО), по последнему из которых и получила своё название. Открытие состоялось 7 декабря 2021 года в составе участка «Мнёвники» — «Каховская». Колонная двухпролётная мелкого заложения с одной островной платформой.

## Расположение
Станция расположена между станциями «Воронцовская» и «Каховская» в составе Большой кольцевой линии. Находится на территории районов Черёмушки и Зюзино на пересечении улицы Каховка и Севастопольского проспекта.
Согласно проекту планировки, из западного подземного вестибюля можно выйти на все стороны перекрёстка Севастопольского проспекта и улицы Каховки, а из восточного — на обе стороны улицы Каховка. Однако выходы на западной стороне Севастопольского проспекта так и не были построены к моменту открытия станции, но обозначены на табличках с картой района, что предполагает строительство ещё двух выходов в будущем.

## История
27 апреля 2011 года в Зюзине прошёл пикет в поддержку строительства станции «Севастопольский проспект» («Зюзино»).
В сентябре 2013 года начались изыскательские работы и проверка залежей грунтовых вод.
В апреле 2015 года заместитель мэра Москвы по вопросам градостроительной политики и строительству Марат Хуснуллин объявил, что строительные работы предполагалось начать через 3-4 месяца, а станция должна быть введена в эксплуатацию к концу 2018 года.

## Строительство

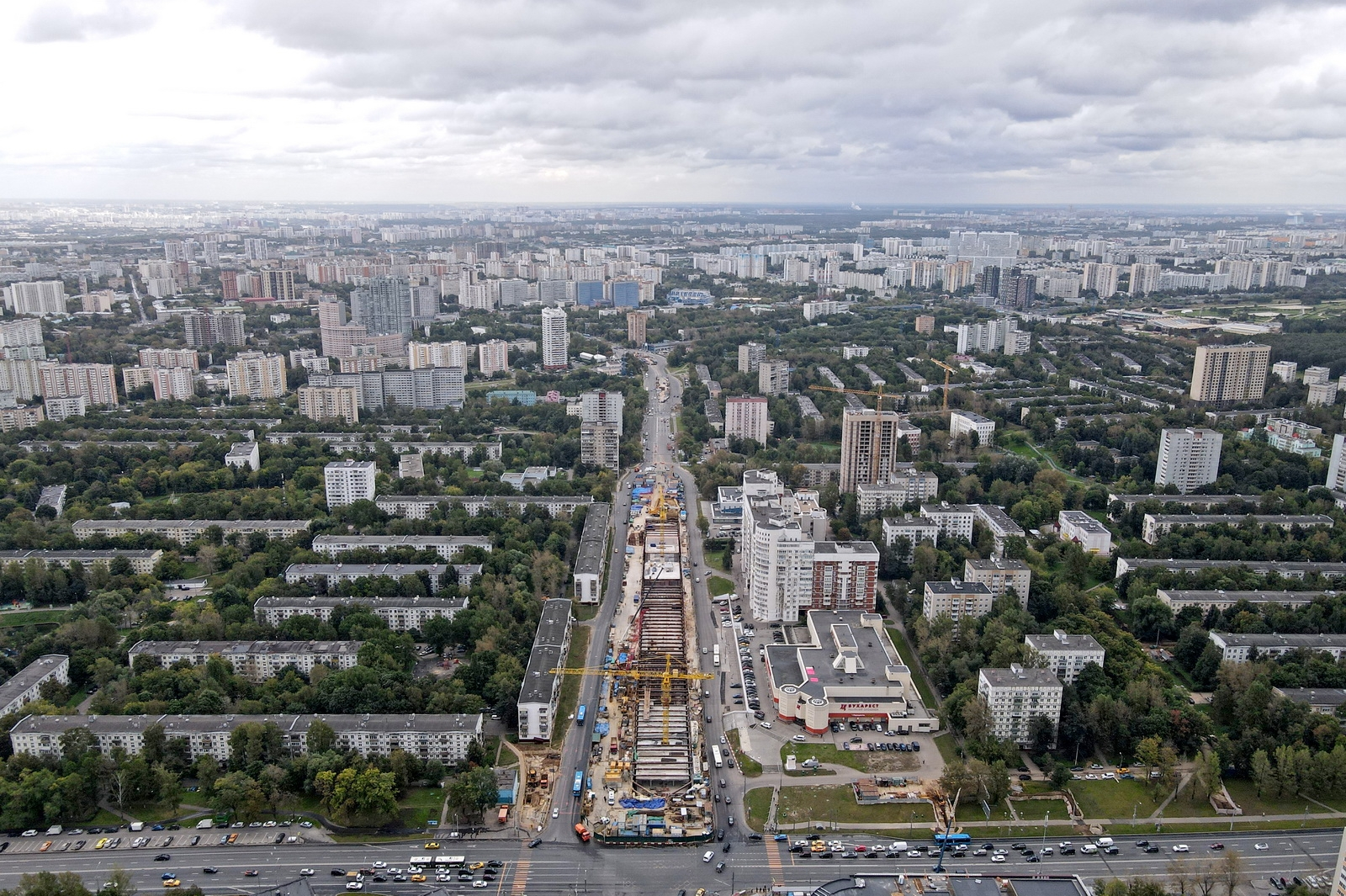
Строительная площадка с высоты птичьего полёта, сентябрь 2020 года

Строительством управляет инжиниринговый холдинг «Мосинжпроект» — оператор программы развития московского метро.
- В декабре 2016 года начались подготовительные работы: вынос инженерных сетей и строительство объездных дорог[8].
- 28 июня 2017 года началось строительство станции[9].
- 8 октября 2018 года мэр Москвы Сергей Собянин дал старт проходке тоннеля от «Каховской» до «Зюзина»[10].
- 21 февраля 2019 года началось строительство монтажной камеры для тоннелепроходческих комплексов на станции «Зюзино»[11].
- 27 марта 2019 года завершилась проходка правого тоннеля между станциями «Каховская» и «Зюзино»[12].
- 17 июля 2019 года стартовала проходка левого тоннеля от станции «Каховская» до «Зюзина»[13].
- 23 ноября 2019 года завершена проходка левого перегонного тоннеля (ЛПТ) Каховская — Зюзино, ТПМК Herrenknecht S-218 «Наталия», 998 м (по другим данным: 1006 метров ).
- 2 января 2020 года от «Зюзина» пошли проходкой левый тоннель до «Воронцовской»[14].
- 13 ноября 2020 года — готовность станции «Зюзино» составляет 66 %. На станции готовы основные конструкции, ведётся отделка платформы гранитом[15].
- 28 января 2021 года заместитель мэра по вопросам градостроительной политики города Москвы А. Ю. Бочкарёв заявил о готовности правого тоннеля между станциями «Зюзино» и «Воронцовская» на юге БКЛ. Каркас станции готов на 84 %[16].
- 30 марта 2021 года закончилась проходка левого тоннеля между станциями «Зюзино» и «Воронцовская»[17].
- 18 сентября 2021 года мэр Москвы Сергей Собянин провёл технический пуск участка «Проспект Вернадского» — «Каховская».[18]
- 7 декабря 2021 года — открытие станции в составе участка «Мнёвники» — «Каховская».

## Архитектура и оформление
Колонная двухпролётная мелкого заложения с одной островной платформой. Путевые стены состоят из панелей чёрного, жёлтого и тёмно-серого цвета. Потолок станции украшен крупными геометрическими панелями с подвесными светильниками. Динамичная композиция создаёт иллюзию движущегося потолка при движении по платформе. Колонны на платформе облицованы светло-серым мрамором, пол выложен гранитом в тон и чёрным габбро-диабазом. Кассовый блок выполнен из камня оранжевого цвета.

## Наземный общественный транспорт
На этой станции можно пересесть на следующие маршруты городского пассажирского транспорта:
- Автобусы: м90, с5, 648, 926, с977, т60, т72, т85, н16

## Галерея

Наземные павильоны и венткиоски
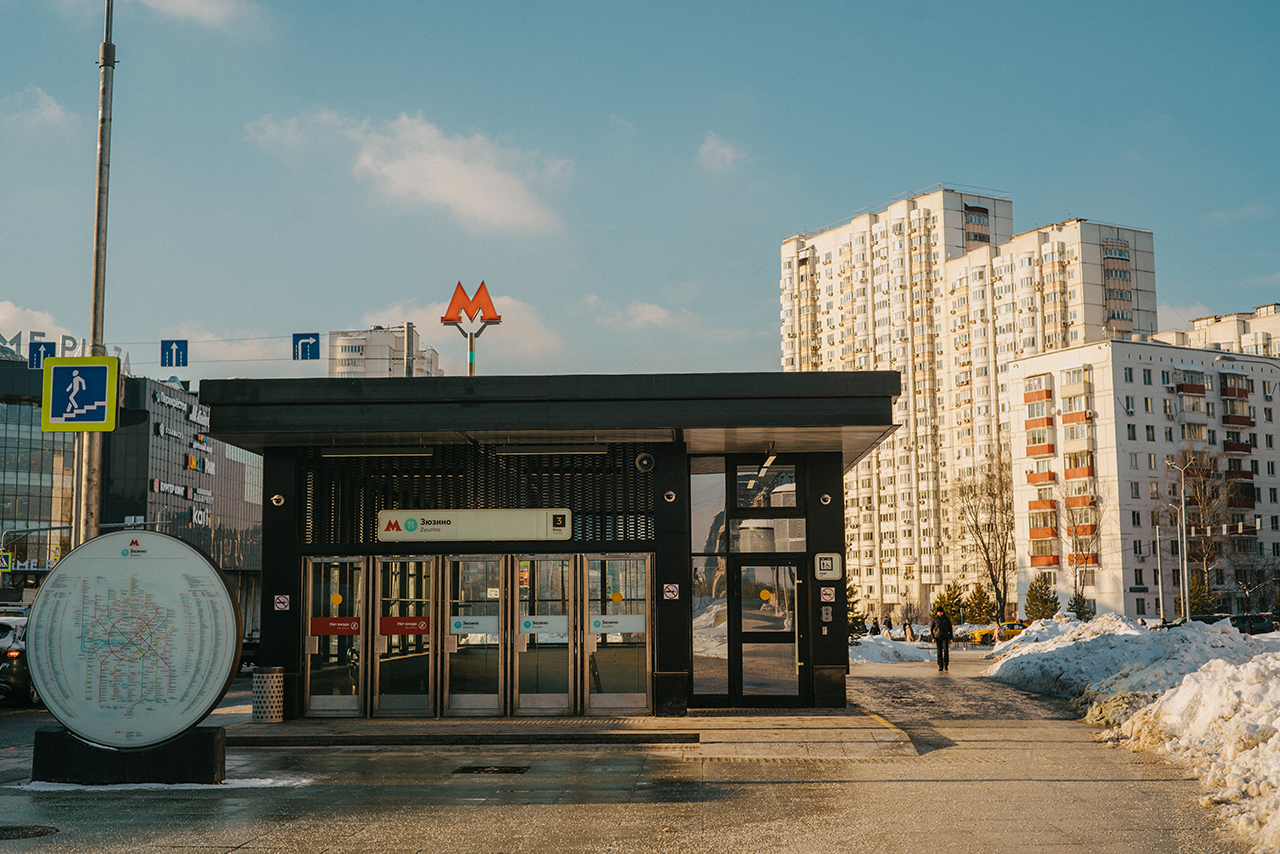
Один из наземных павильонов с западной стороны станции
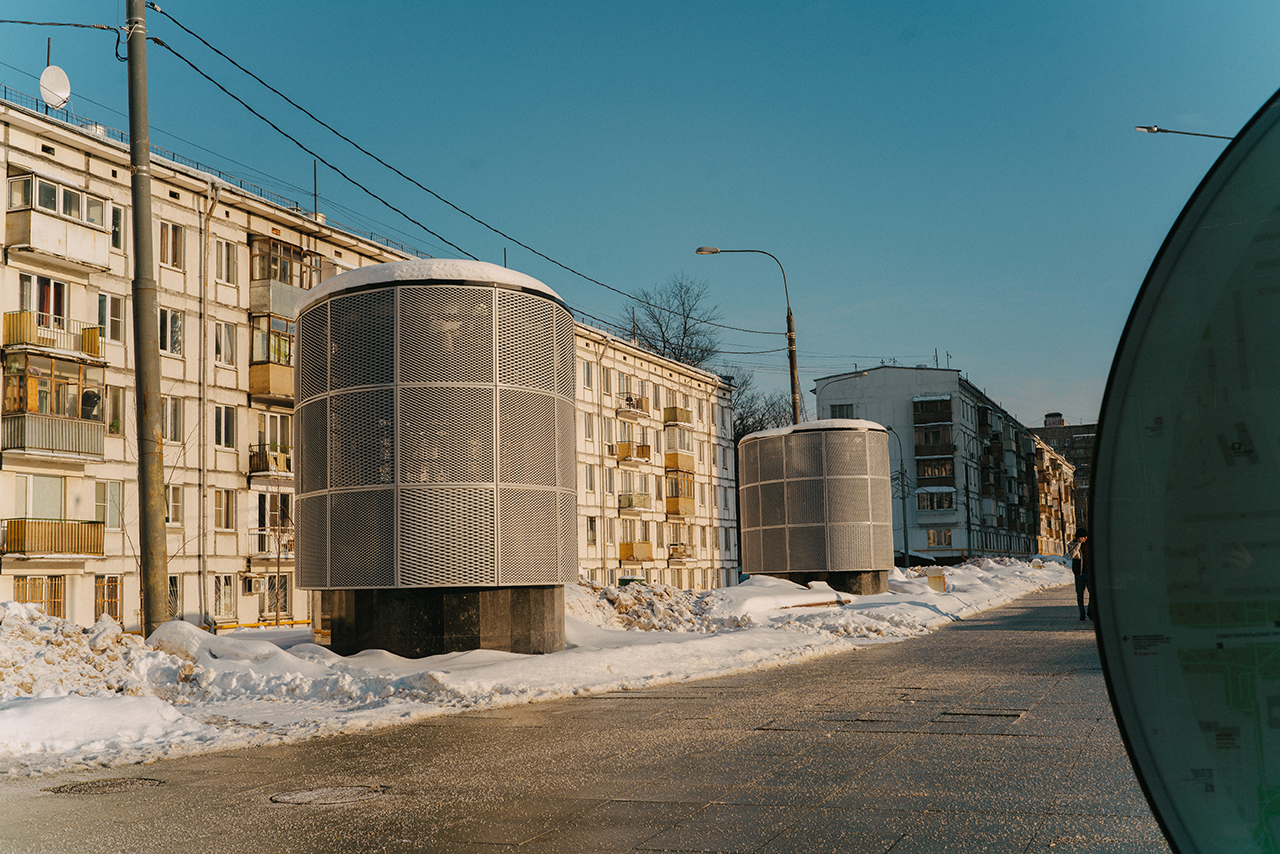
Вентиляционные киоски с западной стороны станции
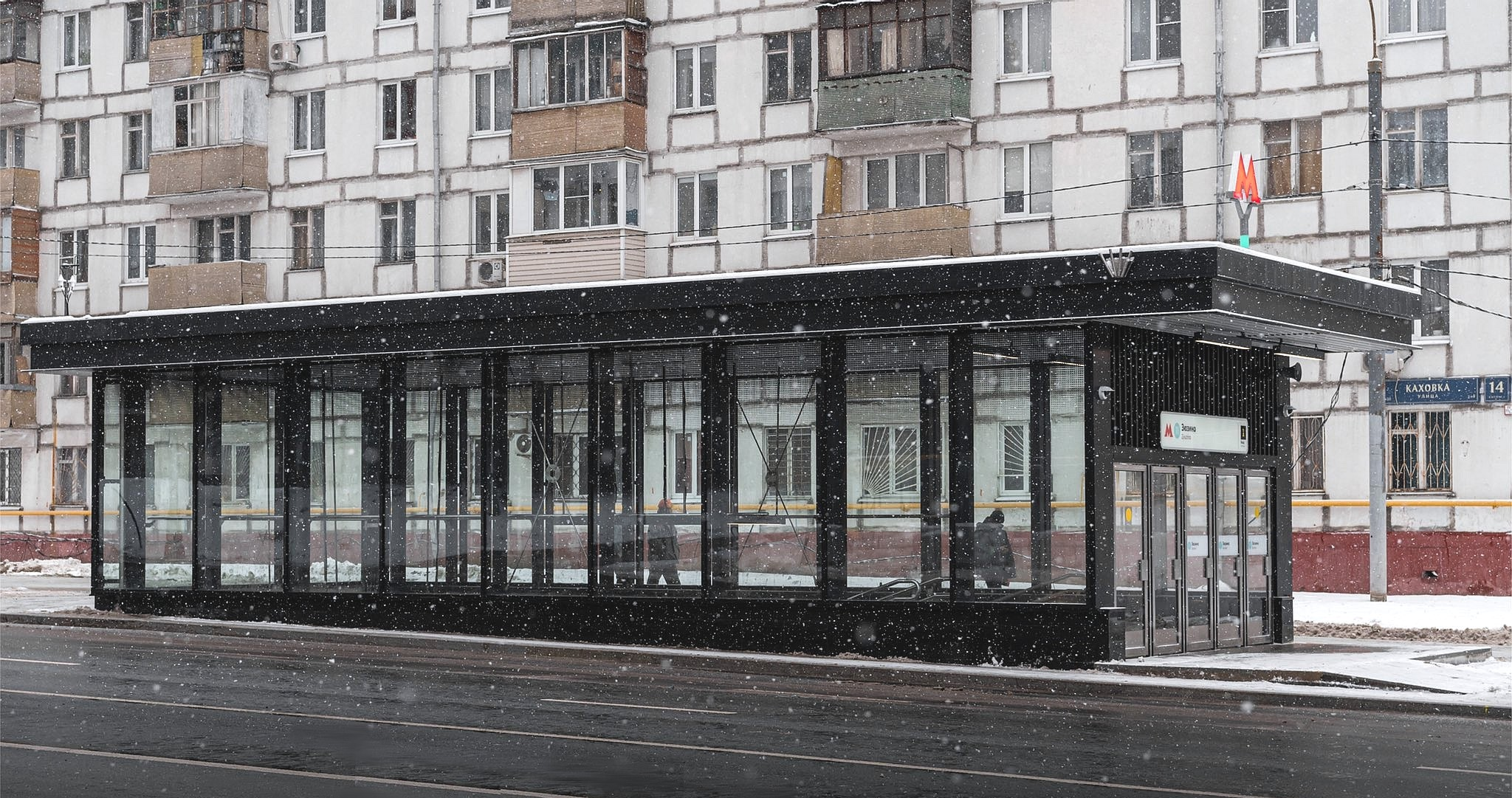
Один из наземных павильонов с восточной стороны станции

Турникеты и эскалаторы
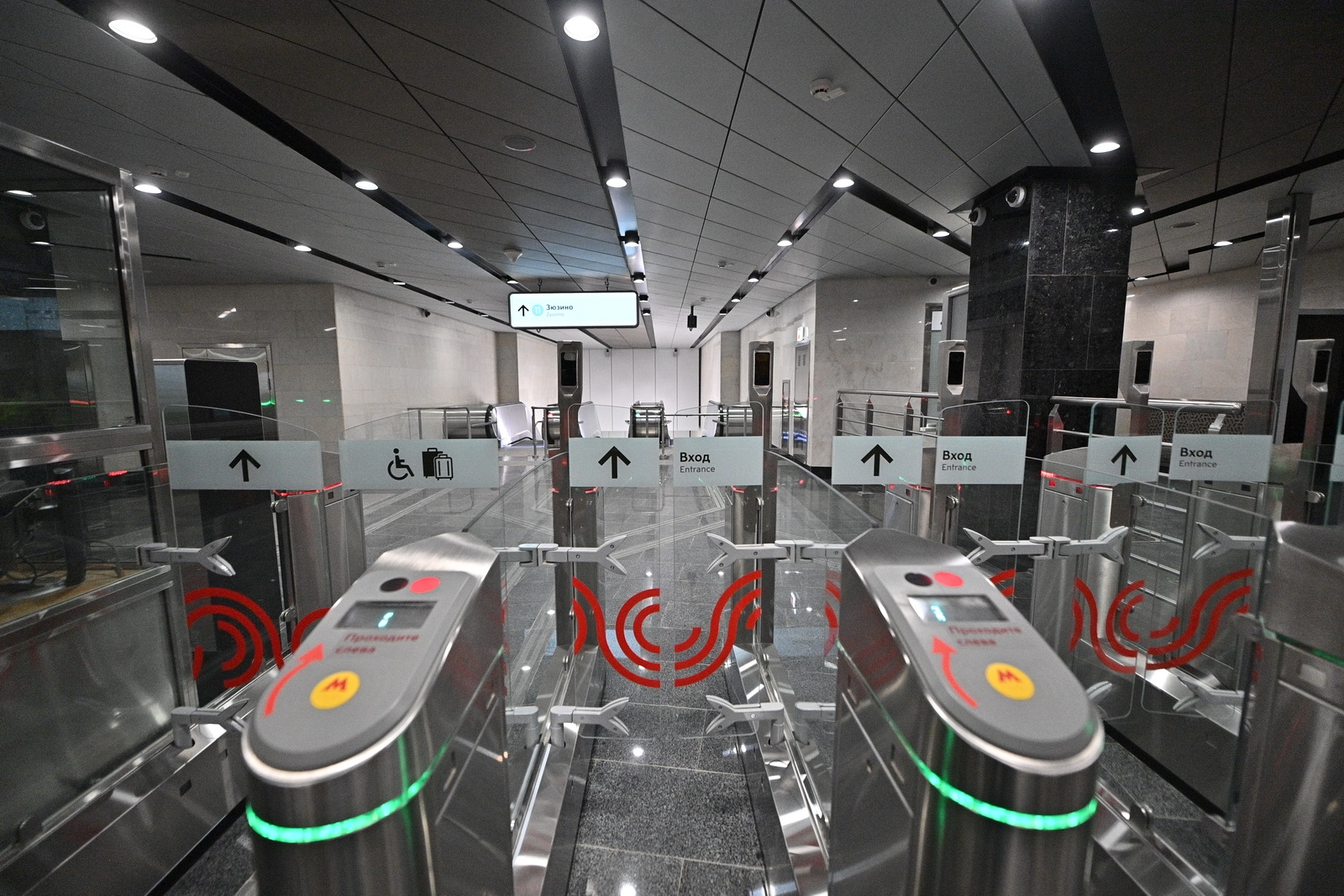
Турникеты, вид в сторону эскалаторов
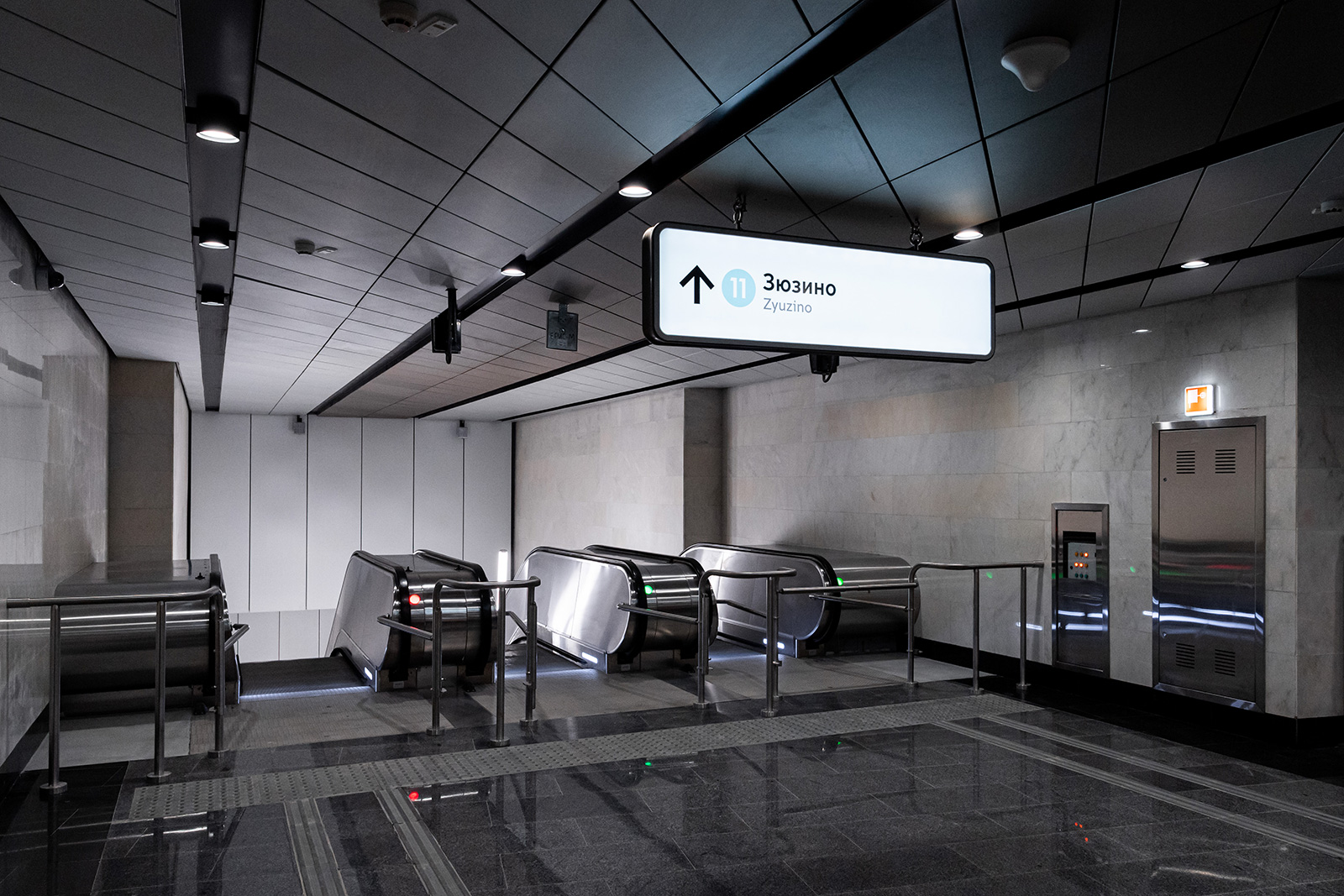
Эскалаторы, вид сверху из турникетного зала
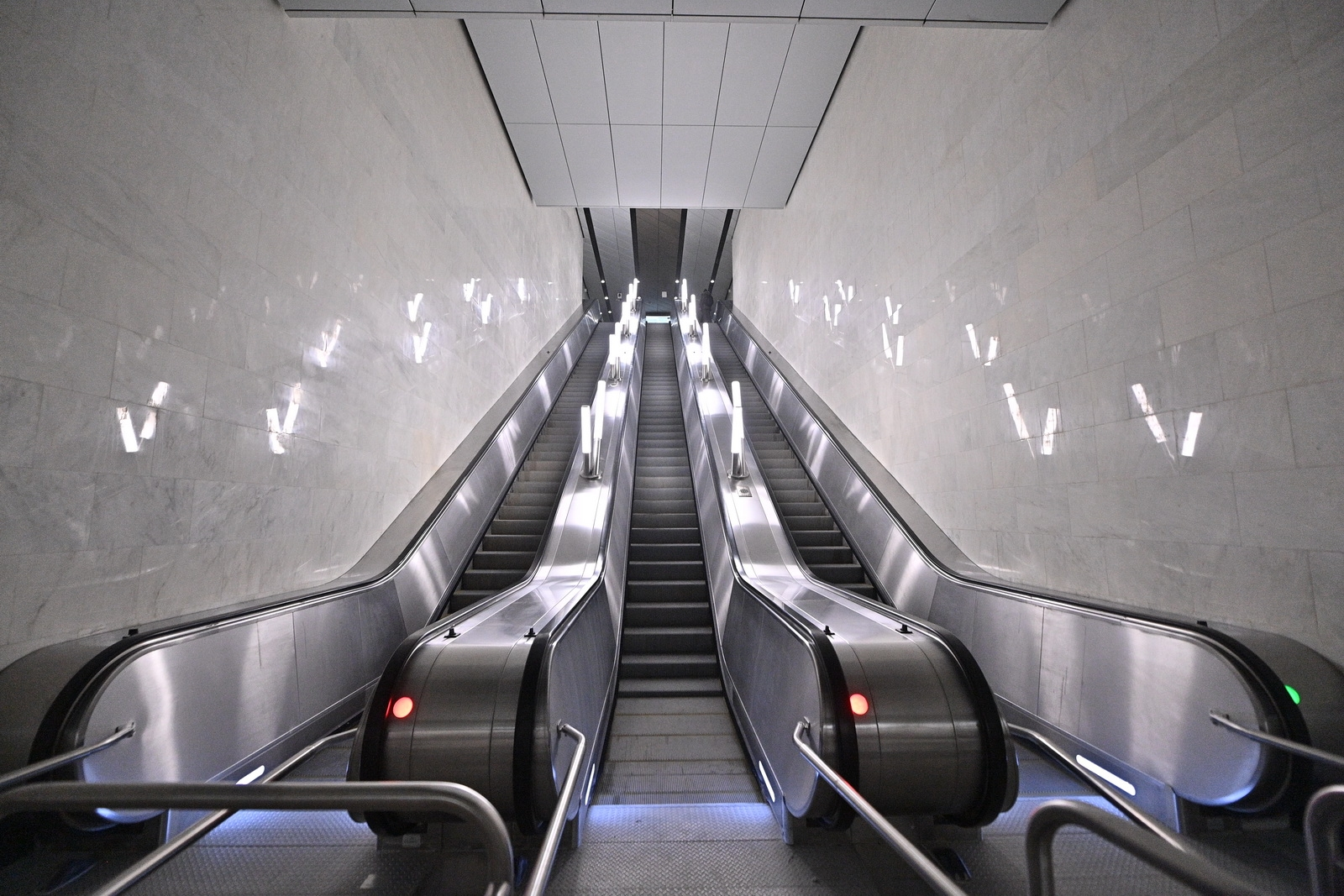
Эскалаторы, вид снизу

Станционный путевой зал
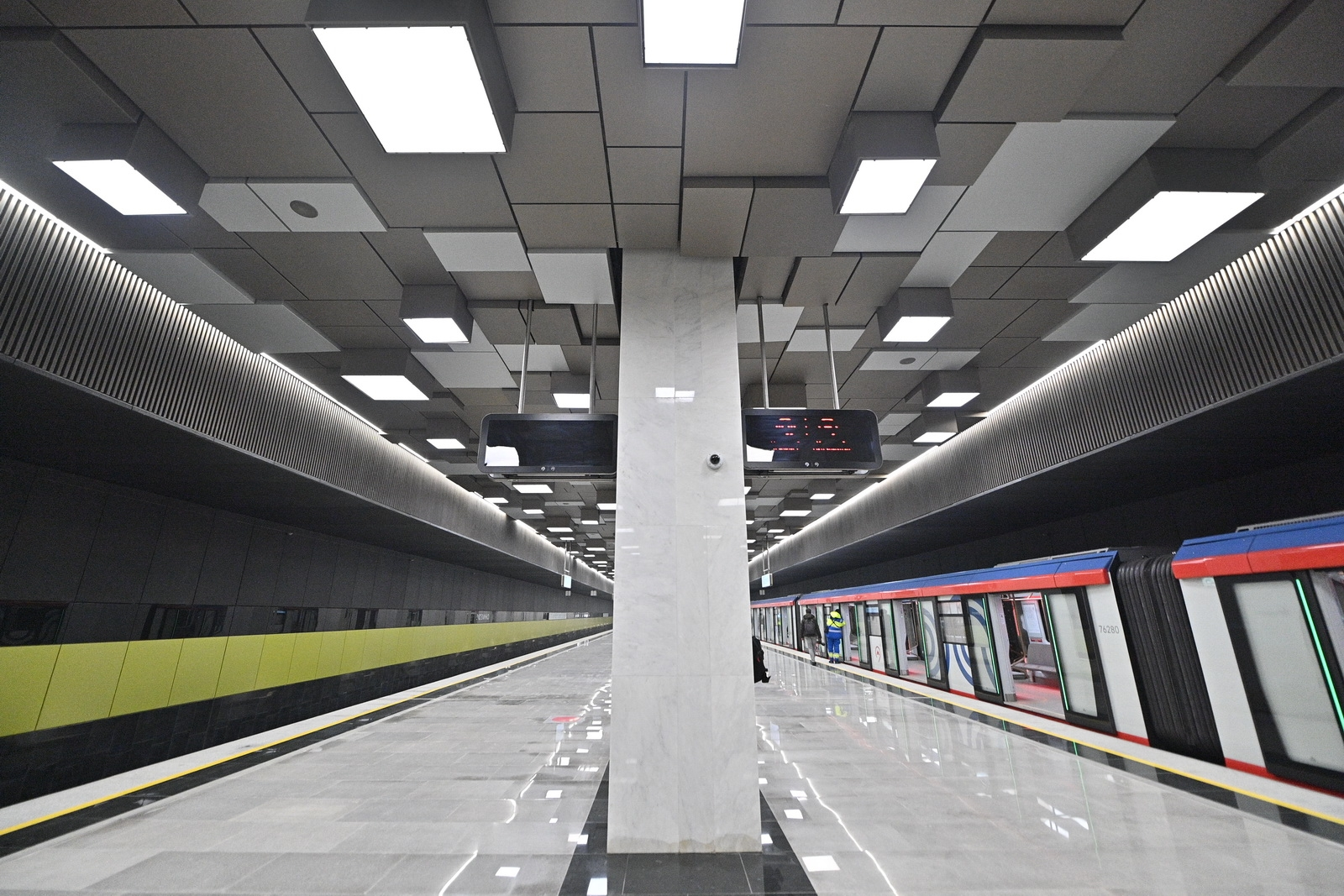
Общий вид зала станции по центру
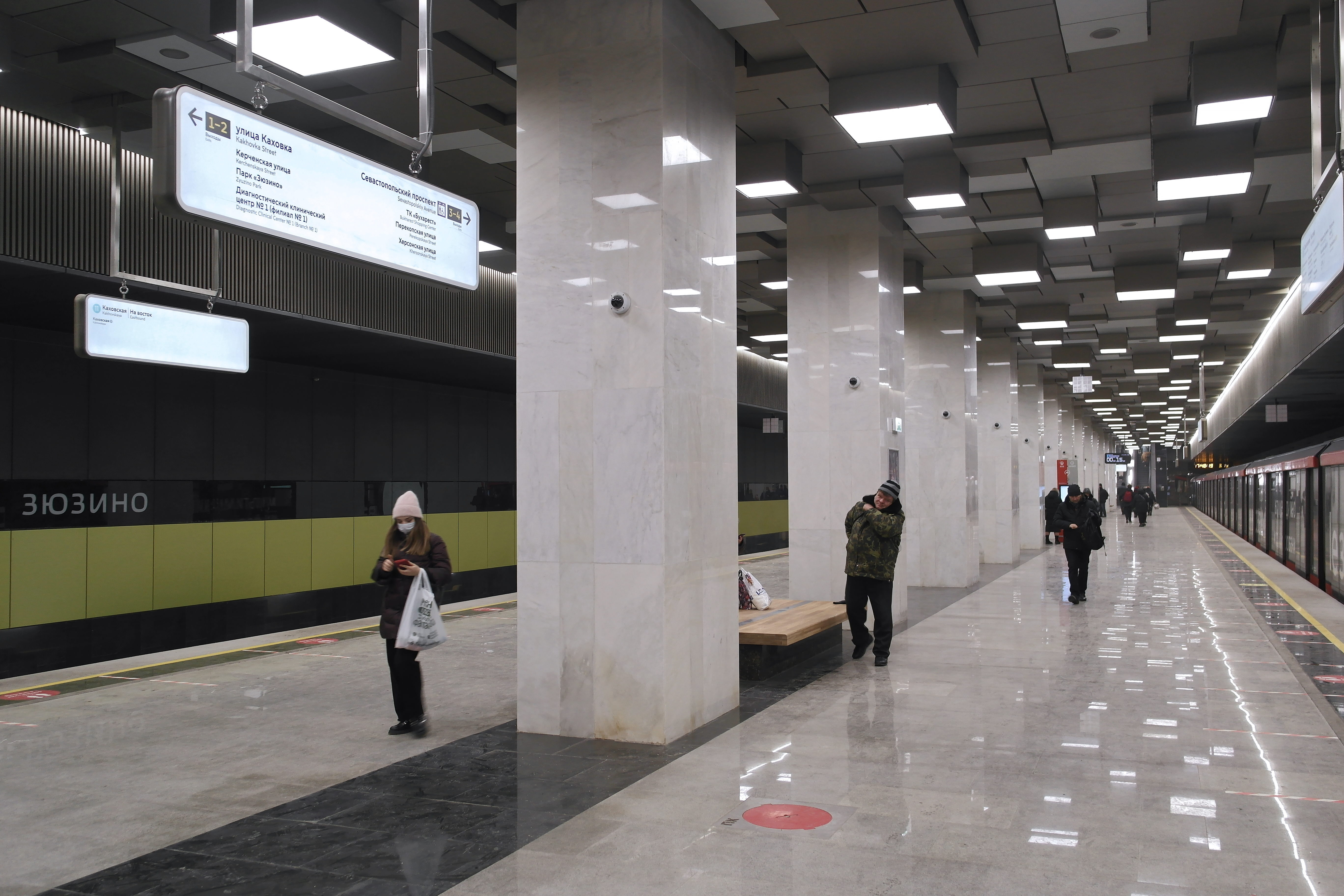
Общий вид зала станции под углом
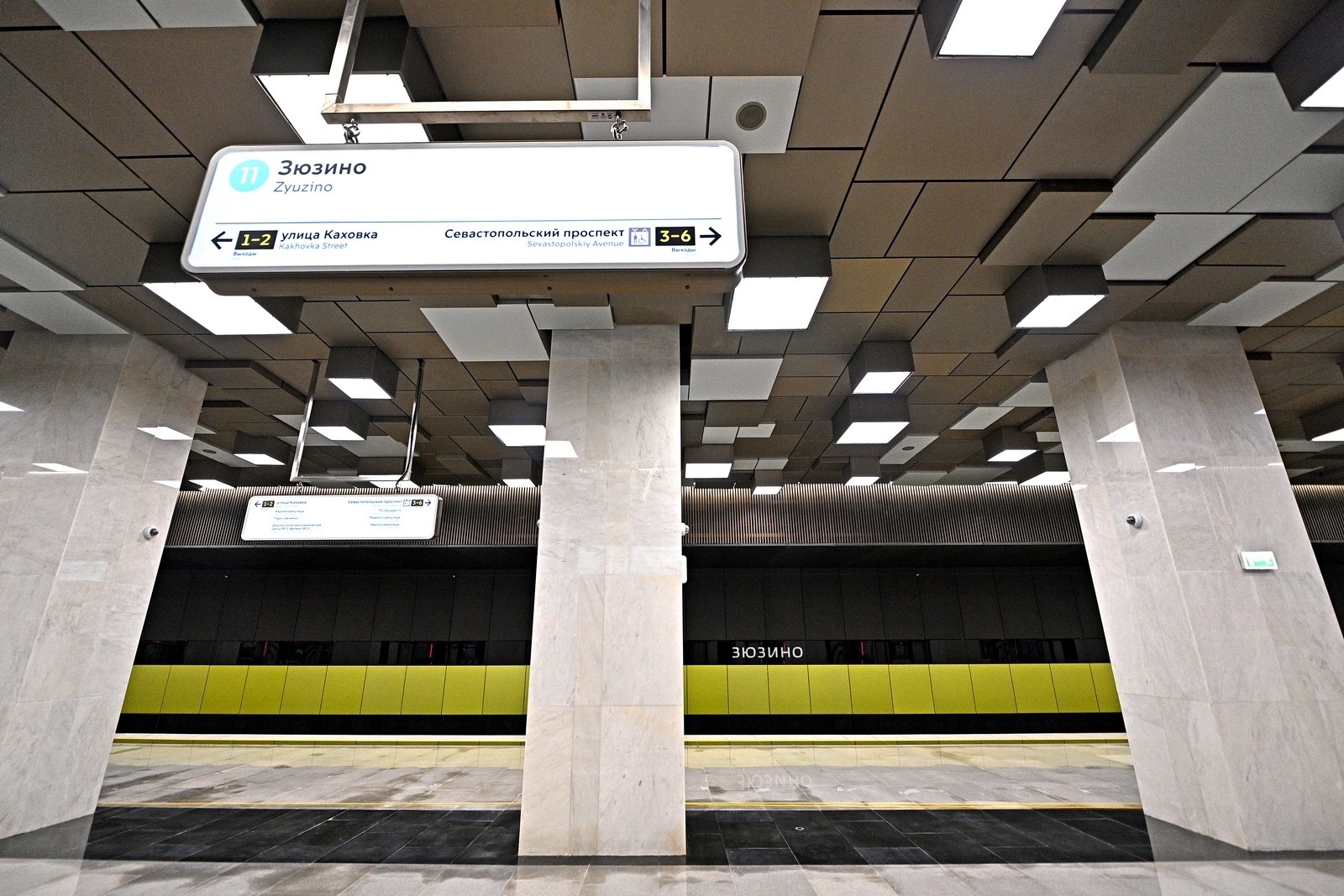
Колонны и потолок, вид сбоку
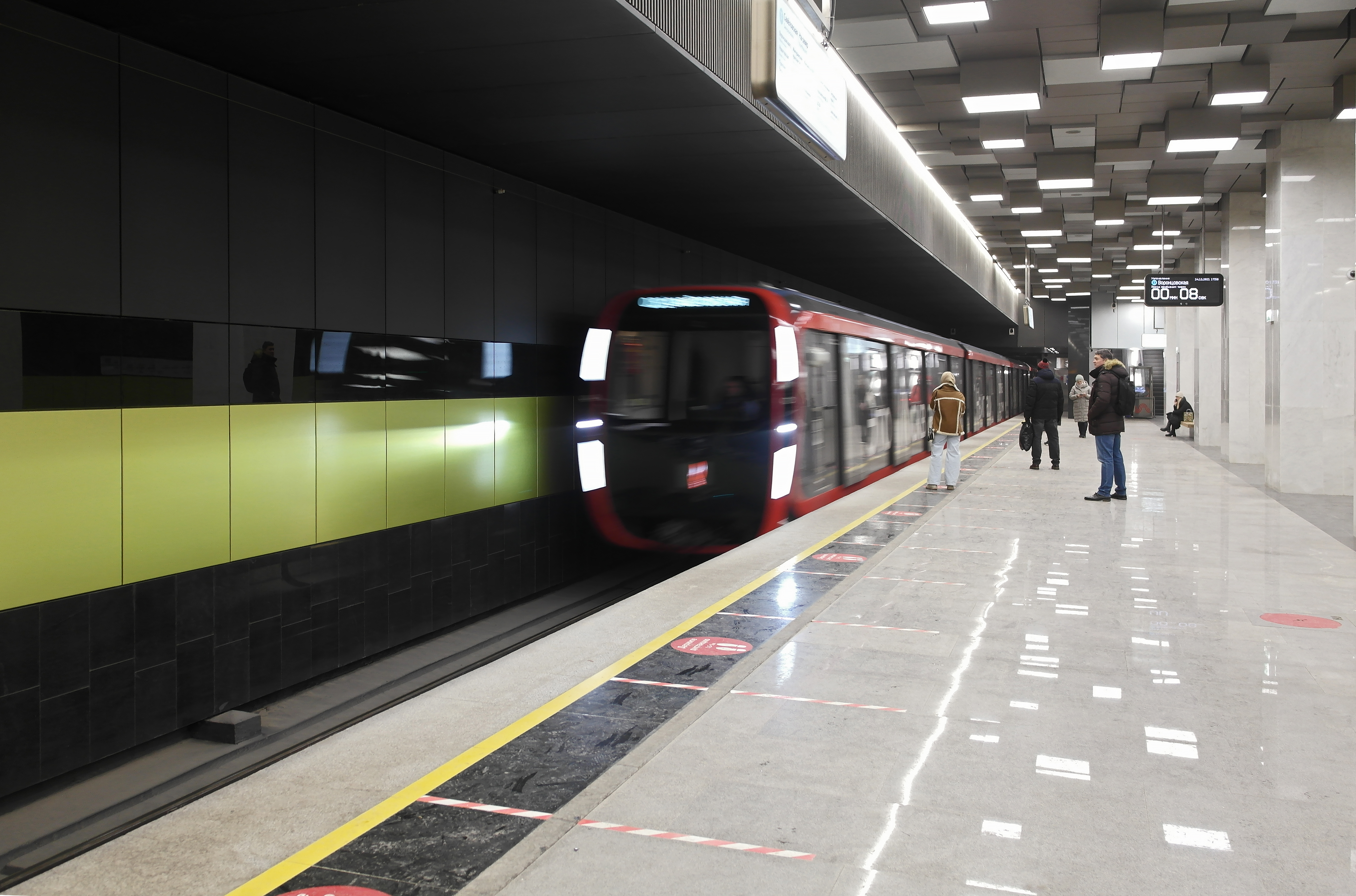
Электропоезд 81-775/776/777 «Москва-2020» прибывает на станцию
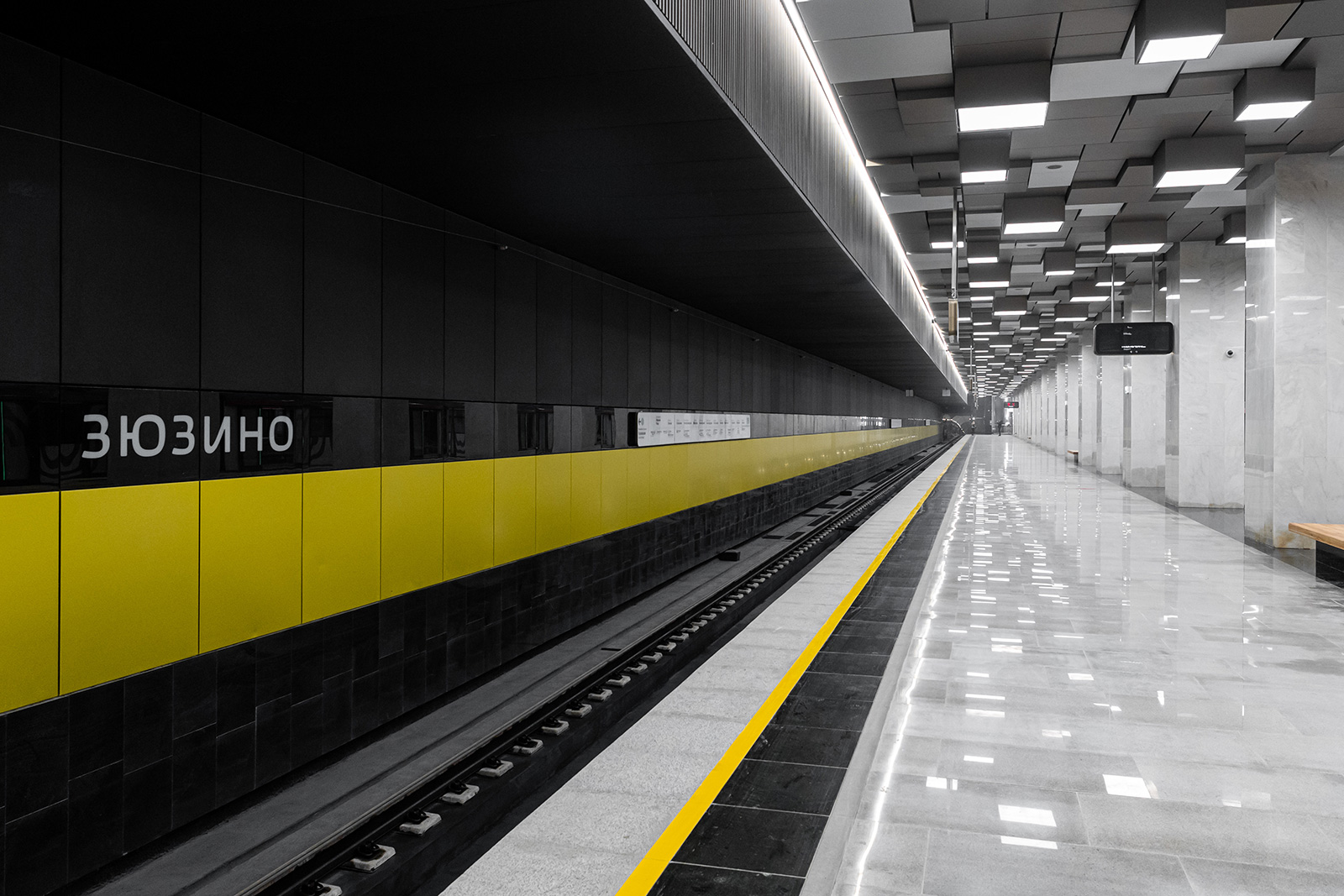
Платформа и путевая стена с названием станции
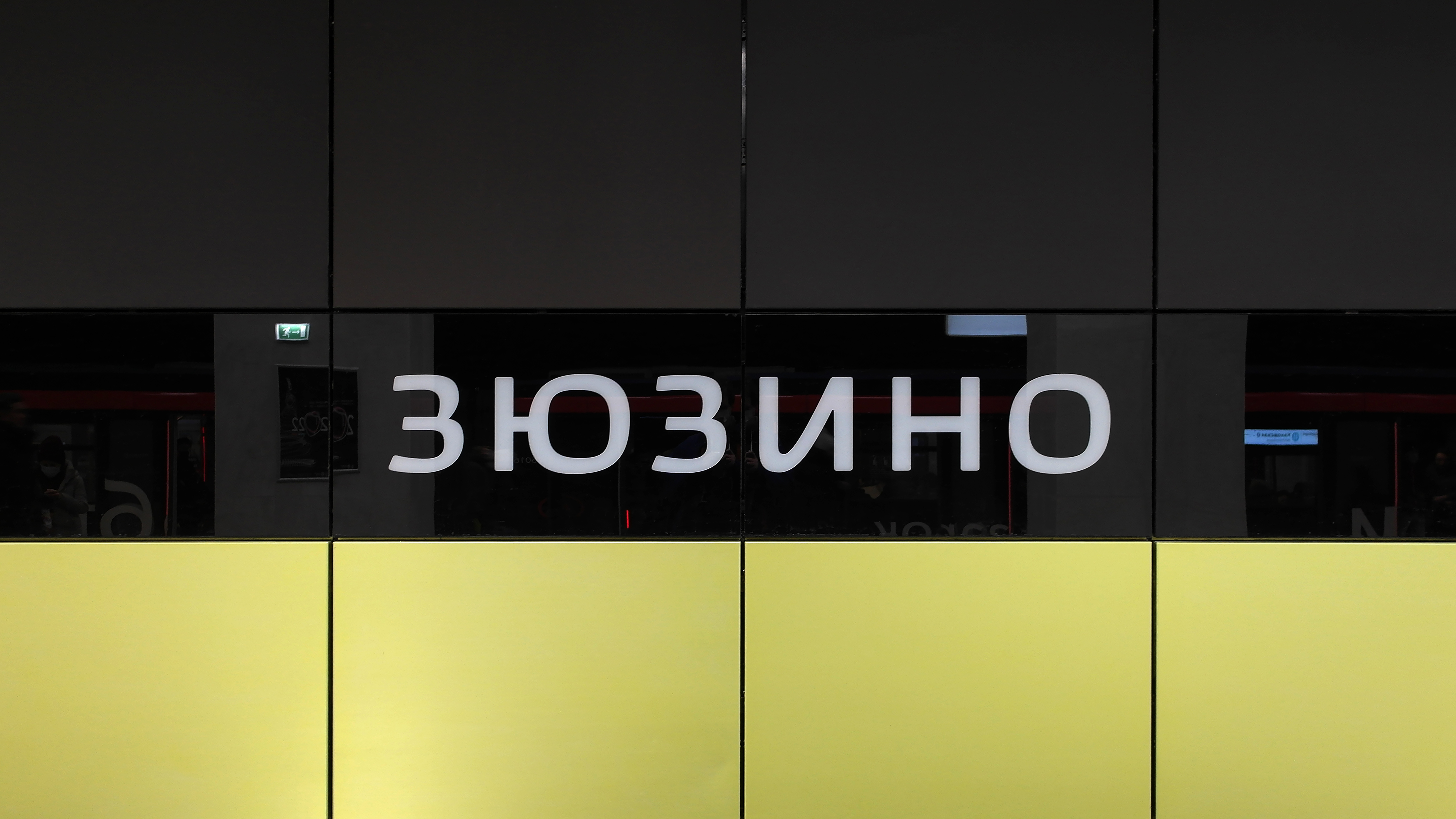
Название станции со шрифтовым написанием студии Артемия Лебедева на путевой стене